# Блезер, Густав Герман
Густав Герман Блезер (нем. Gustav Hermann Bläser; 9 мая 1813, Дюссельдорф — 20 апреля 1874, Канштатт, ныне в черте Штутгарта) — немецкий скульптор.
Блезер учился в 1834—1843 годах у Христиана Даниэля Рауха. Следующие два года провёл в Риме, но в 1845 году вернулся ради работы над скульптурами Дворцового моста в Берлине.
Главным образом Блезер работал как монументалист. Им выполнены грандиозные конные статуи Фридриха Вильгельма III и Фридриха Вильгельма IV в Кёльне, памятники Александру фон Гумбольдту в Берлине и Нью-Йорке. Для собора в Гельсингфорсе Блезер изваял колоссального апостола Матфея, для купола Городского дворца в Берлине — пророка Даниила. Мраморные бюсты Данте, Петрарки, Тассо и Ариосто были созданы Блезером для Шарлоттенбургского дворца. Кроме того, Блезеру принадлежат терракотовые аллегории архитектуры, живописи, поэзии и др. на Триумфальных воротах в Потсдаме, множество других бюстов, статуй и медальонов. Его учеником был скульптор Александр Тондёр (1829—1905).

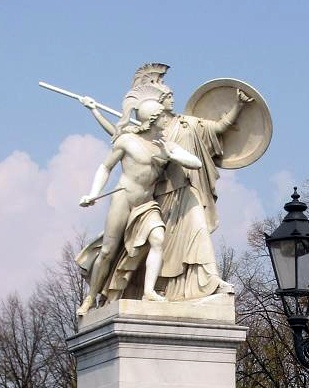
«Афина, защищающая молодого героя» — статуя на Дворцовом мосту, 1854
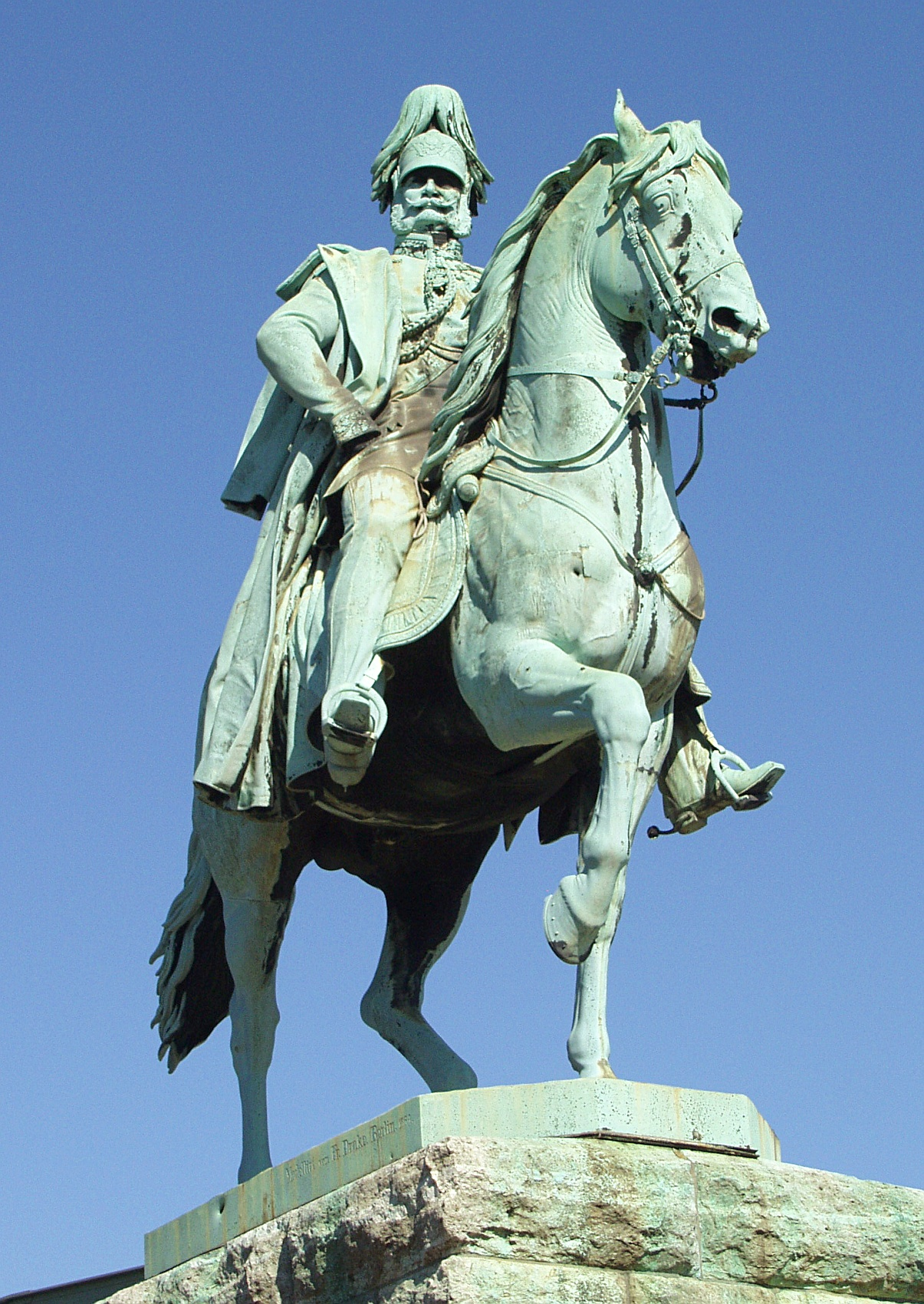
Памятник Вильгельму I на мосту Гогенцоллернов в Кёльне
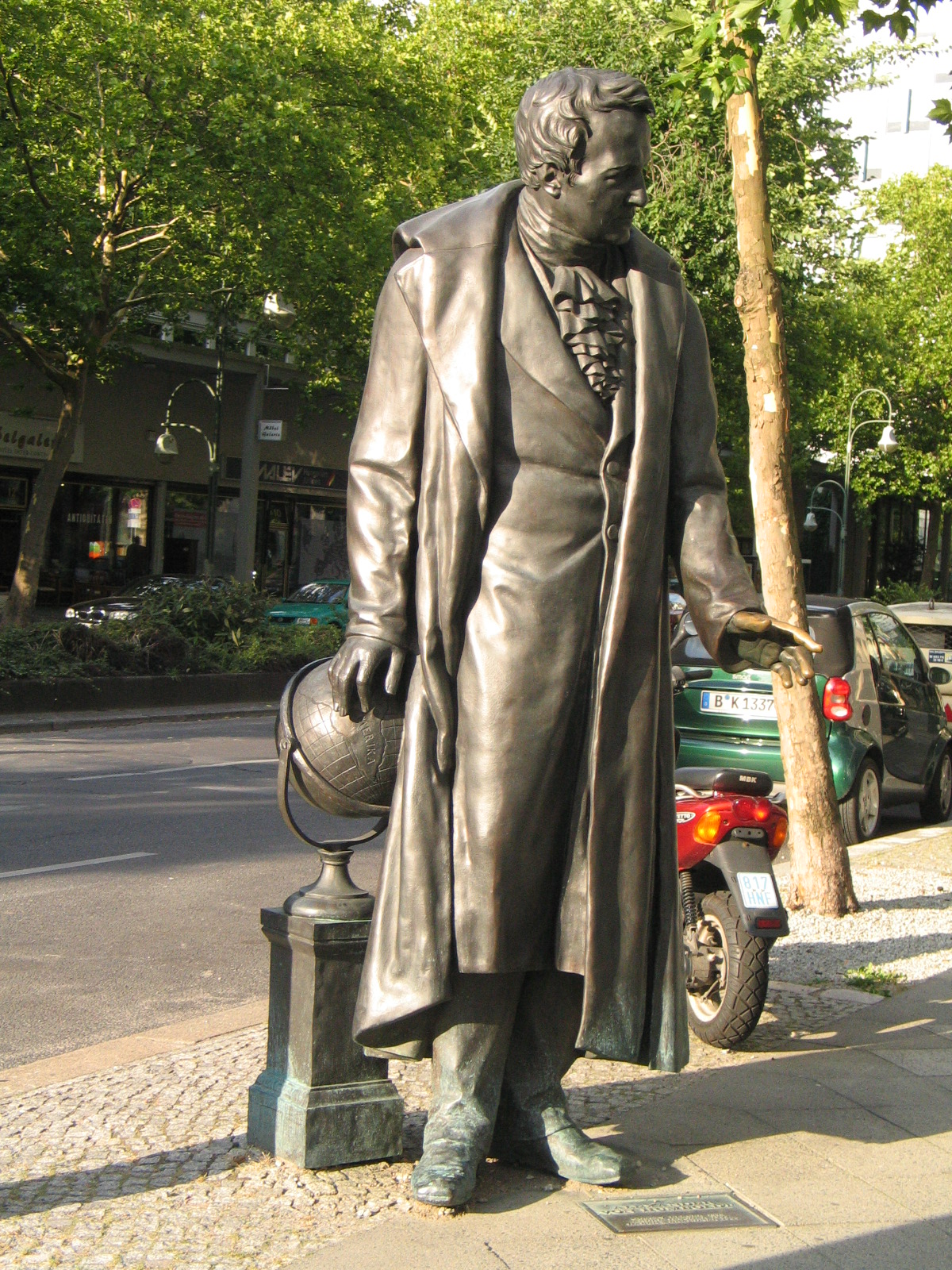
Памятник Александру Гумбольдту в Берлине, 1878